# Choi Kyoung-rok
Choi Kyoung-rok (최경록?; Seul, 15 marzo 1995) è un calciatore sudcoreano, centrocampista del Gwangju.

## Caratteristiche tecniche
È un esterno destro.

## Carriera
Cresciuto nell'Ajou University, nel 2014 si è trasferito in Europa firmando con il St. Pauli. Nel gennaio 2014 ha esteso il proprio contratto di un'ulteriore stagione, iniziando ad allenarsi con la prima squadra. Ha esordito fra i professionisti il 6 aprile 2015 disputando l'incontro di 2. Bundesliga vinto 4-0 contro il Fortuna Düsseldorf, match dove ha segnato una doppietta in 16 minuti.
Nel maggio 2018 si è trasferito al Karlsruhe, appena retrocesso in 3. Liga. Al termine della stagione ha ottenuto la promozione in seconda divisione classificandosi secondo.

## Statistiche
Statistiche aggiornate al 3 ottobre 2020.

### Presenze e reti nei club
| Stagione            | Squadra             | Campionato          | Campionato | Campionato | Coppe nazionali | Coppe nazionali | Coppe nazionali | Coppe continentali | Coppe continentali | Coppe continentali | Altre coppe | Altre coppe | Altre coppe | Totale | Totale | Totale |
| Stagione            | Squadra             | Comp                | Pres       | Reti       | Comp            | Pres            | Reti            | Comp               | Pres               | Reti               | Comp        | Pres        | Reti        | Pres   | Reti   |        |
| ------------------- | ------------------- | ------------------- | ---------- | ---------- | --------------- | --------------- | --------------- | ------------------ | ------------------ | ------------------ | ----------- | ----------- | ----------- | ------ | ------ | ------ |
| 2014-2015           | St. Pauli II        | RL                  | 22         | 5          |                 | -               | -               |                    | -                  | -                  |             | -           | -           | 22     | 5      |        |
| 2015-2016           | St. Pauli II        | RL                  | 2          | 1          |                 | -               | -               |                    | -                  | -                  |             | -           | -           | 2      | 1      |        |
| 2016-2017           | St. Pauli II        | RL                  | 3          | 0          |                 | -               | -               |                    | -                  | -                  |             | -           | -           | 3      | 0      |        |
| 2017-2018           | St. Pauli II        | RL                  | 14         | 4          |                 | -               | -               |                    | -                  | -                  |             | -           | -           | 14     | 4      |        |
| Totale St. Pauli II | Totale St. Pauli II | Totale St. Pauli II | 41         | 10         |                 | -               | -               |                    | -                  | -                  |             | -           | -           | 41     | 10     |        |
| 2014-2015           | St. Pauli           | 2L                  | 3          | 2          | CG              | 0               | 0               |                    | -                  | -                  |             | -           | -           | 3      | 2      |        |
| 2015-2016           | St. Pauli           | 2L                  | 21         | 1          | CG              | 1               | 0               |                    | -                  | -                  |             | -           | -           | 22     | 1      |        |
| 2016-2017           | St. Pauli           | 2L                  | 16         | 1          | CG              | 2               | 0               |                    | -                  | -                  |             | -           | -           | 18     | 1      |        |
| 2017-2018           | St. Pauli           | 2L                  | 2          | 0          | CG              | 0               | 0               |                    | -                  | -                  |             | -           | -           | 2      | 0      |        |
| Totale St. Pauli    | Totale St. Pauli    | Totale St. Pauli    | 42         | 4          |                 | 3               | 0               |                    | -                  | -                  |             | -           | -           | 45     | 2      |        |
| 2018-2019           | Karlsruhe           | 3L                  | 21         | 0          | CG              | 1               | 0               |                    | -                  | -                  |             | -           | -           | 22     | 0      |        |
| 2019-2020           | Karlsruhe           | 2L                  | 7          | 1          | CG              | 1               | 0               |                    | -                  | -                  |             | -           | -           | 8      | 1      |        |
| 2020-2021           | Karlsruhe           | 2L                  | 1          | 0          | CG              | 0               | 0               |                    | -                  | -                  |             | -           | -           | 1      | 0      |        |
| Totale Karlsruhe    | Totale Karlsruhe    | Totale Karlsruhe    | 29         | 1          |                 | 2               | 0               |                    | -                  | -                  |             | -           | -           | 31     | 1      |        |
| Totale carriera     | Totale carriera     | Totale carriera     | 112        | 15         |                 | 5               | 0               |                    | -                  | -                  |             | -           | -           | 117    | 15     |        |